# Cataglyphis laevior
Cataglyphis laevior é uma espécie de inseto do gênero Cataglyphis, pertencente à família Formicidae.